# Opel 6/12 PS
Der Opel 6/12 PS war ein Pkw der Mittelklasse, den die Adam Opel KG zusammen mit dem Modell 6/14 PS nur im Jahre 1909 als Nachfolger des Modells 8/9 PS baute.

## Geschichte und Technik
Der 6/12 PS und der 6/14 PS waren die ersten Mittelklasse-Opel, die der Rüsselsheimer Automobilhersteller aus eigener Konstruktion und nicht mehr nach dem System Darracq anbot.
Der Motor war ein Zweizylinder-Blockmotor mit 1527 cm³ Hubraum (Bohrung × Hub = 90 mm × 120 mm), der 12 PS (8,8 kW) bei 1600/min. leistete. Der seitengesteuerte Motor war wassergekühlt. Die Motorleistung wurde über eine Lederkonuskupplung, ein manuell zu schaltendes Dreiganggetriebe und eine Kardanwelle an die Hinterachse weitergeleitet. Die Höchstgeschwindigkeit der Wagen lag bei 55 km/h.
Der Rahmen bestand aus Stahlblech-U-Profilen. Die beiden Starrachsen waren, wie beim Vorgänger, an halbelliptischen Längsblattfedern aufgehängt. Die Betriebsbremse war als Innenbackenbremse ausgeführt, die auf die Getriebeausgangswelle wirkte. Die Handbremse wirkte auf die Trommeln an den Hinterrädern.
Es gab drei Karosserievarianten, einen zweisitzigen Phaeton, einen viersitzigen Doppelphaeton und ein Landaulet.
Die billigste Variante (Phaeton) kostete 4800 RM.
Während das Schwestermodell 6/14 PS noch 1910 gebaut wurde, stellte man den 6/12 PS schon Ende 1909 ohne Nachfolger wieder ein.